# 拉塞爾鎮區 (北達科他州拉穆爾縣)
拉塞爾鎮區（英語：Russell Township）是位於美國北達科他州拉穆爾縣的一個鎮區。

## 地方資料
拉塞爾鎮區的面積為93.23平方千米，當中陸地面積為93.20平方千米，而水域面積為0.03平方千米。根據2020年美國人口普查的數據，當地共有人口38人，而人口密度為每平方千米0.41人。